# Eltűntnek nyilvánítva (televíziós sorozat)
Az Eltűntnek nyilvánítva (1-800 Missing) egy kanadai televíziós sorozat. Magyarországon az RTL Klub mutatta be 2005. február 13-án.
A történet középpontjában Jess Mastriani (Caterina Scorsone) áll, aki a húszas éveinek elején különleges pszichikai képességeket kapott, miután lesújtott rá egy villám. Majd az FBI-nál kezdett el dolgozni, mert látomásai segítségével, amelyek jeleket tartalmaznak, segített megtalálni az eltűnt embereket.
A sorozatban eredetileg Gloria Reuben alakította, Jess szkeptikus partnerét, Brooke Haslett ügynököt. Az első évadban Justina Machado, mint Sunny Estrada, és Dean McDermott, mint Alan Coyle segítették munkájukat.
A második évadban a sorozatban jelentős változásra került sor. Jess partnere Nicole Scott (Vivica A. Fox) lett. Sunny helyére az All My Childrenből ismert Mark Consuelos került és a új kemény igazgatót John Pollock-ot alakító (Justin Louis) is szerepet kapott a sorozatban. Jess lelki folyamata továbbra is jelentős szerepet kaptak, de a többi szereplőre is több figyelmet fordítottak az alkotók.

## Szereplők
- Gloria Reuben - Brooke Haslett, FBI-ügynök (2003-2004)
- Caterina Scorsone - Jess Mastriani, FBI-ügynök (2003-2006)
- Justina Machado - Sunny Estrada, FBI-ügynök (2003-2004)
- Vivica A. Fox -  Nicole Scott, FBI-ügynök (2004-2006)
- Mark Consuelos - Antonio Cortez, FBI-ügynök (2004-2006)
- Dean McDermott - Alan Coyle (2003-2004)
- Justin Louis - John Pollock (2004-2006)

| Caterina Scorsone |  | Mezei Kitty   |
| Gloria Reuben     |  | Náray Erika   |
| Vivica A. Fox     |  | Kéri Kitty    |
| Dean McDermott    |  | Sztarenki Pál |
| Adam MacDonald    |  | Seder Gábor   |

| Maria Ricossa   |  | Menszátor Magdolna |
| Justina Machado |  | Kocsis Mariann     |
| Mark Consuelos  |  | Zámbori Soma       |
| Justin Louis    |  | Tóth Roland        |

## Epizódok
| Évad | Évad | Epizódok | Eredeti sugárzás   | Eredeti sugárzás | Eredeti adó |
| Évad | Évad | Epizódok | Évadpremier        | Évadfinálé       | Eredeti adó |
| ---- | ---- | -------- | ------------------ | ---------------- | ----------- |
|      | 1    | 18       | 2003. augusztus 2. | 2004. január 24. | A-Channel   |
|      | 2    | 18       | 2004. július 10.   | 2005. január 30. | A-Channel   |
|      | 3    | 19       | 2005. június 12.   | 2006. február 5. | W Network   |

### 1. évad (2003–2004)
| Sor. | Év. | Cím                                        | Rendező           | Író                                                                 | Premier                                |
| ---- | --- | ------------------------------------------ | ----------------- | ------------------------------------------------------------------- | -------------------------------------- |
| 1.   | 1.  | Eszelős vonzalom (Pilot)                   | Michael Fresco    | Glenn Davis és William Laurin                                       | 2003. augusztus 2. 2005. február 13.   |
| 2.   | 2.  | A látszat néha csal (They Come as They Go) | David Wu          | Glenn Davis és William Laurin                                       | 2003. augusztus 9. 2005. február 20.   |
| 3.   | 3.  | Álmatlanság (Insomnia)                     | Kristoffer Tabori | Lee Goldberg és William Rabkin                                      | 2003. augusztus 16. 2005. február 27.  |
| 4.   | 4.  | A múlt bűnei (I Thought I Knew You)        | David Wu          | Philip Bedard és Larry Lalonde                                      | 2003. augusztus 23. 2005. március 6.   |
| 5.   | 5.  | Kézbesített halál (Thin Air)               | Stephen Williams  | Kiri Hart és Christopher Barbour                                    | 2003. szeptember 6. 2005. március 13.  |
| 6.   | 6.  | Olasz módra (Never Go Against the Family)  | David Wu          | Glenn Davis és William Laurin                                       | 2003. szeptember 13. 2005. március 20. |
| 7.   | 7.  | A donor (This is Your Life)                | James Head        | Paul Quarrington                                                    | 2003. szeptember 20. 2005. április 3.  |
| 8.   | 8.  | A boldogító nem (Ties That Bind)           | Mike Rohl         | Katherine Boutry                                                    | 2003. szeptember 27. 2005. április 10. |
| 9.   | 9.  | Halottá nyilvánítva (M.I.A.)               | Mel Damski        | Laura J. Burns és Melinda Metz                                      | 2003. október 11. 2005. április 17.    |
| 10.  | 10. | Ámokfutás (72 Hours to Kill)               | Mike Rohl         | Lee Goldberg és William Rabkin                                      | 2003. október 18. 2005. április 24.    |
| 11.  | 11. | Fanatikusok (Deliverance from Evil)        | David Wu          | Glenn Davis és William Laurin                                       | 2003. november 1. 2005. május 1.       |
| 12.  | 12. | Kábulat (Victoria)                         | Milan Cheylov     | Philip Bedard és Larry Lalonde                                      | 2003. november 8. 2005. május 8.       |
| 13.  | 13. | Megszállottság (White Whale)               | David Wu          | Történet: Glenn Davis és William Laurin Tévéjáték: Paul Quarrington | 2003. november 22. 2005. május 15.     |
| 14.  | 14. | Tökéletes katonák (Basic Training)         | David Wu          | Lee Goldberg és William Rabkin                                      | 2003. december 6. 2005. május 22.      |
| 15.  | 15. | Apja lánya (Father Figure)                 | T.J. Scott        | Philip Bedard és Larry Lalonde                                      | 2003. december 13. 2005. május 29.     |
| 16.  | 16. | Inkognitóban (Lost Sister)                 | Neill Fearnley    | Glenn Davis és William Laurin                                       | 2004. január 3. 2005. június 5.        |
| 17.  | 17. | Káprázat (Delusional)                      | Mike Rohl         | Lee Goldberg és William Rabkin                                      | 2004. január 10. 2005. június 12.      |
| 18.  | 18. | Az őrület határán (These Dreams Before Me) | Neill Fearnley    | Glenn Davis és William Laurin                                       | 2004. január 24. 2005. június 19.      |

### 2. évad (2004–2005)
| Sor. | Év. | Cím                                                | Rendező         | Író                            | Premier                                |
| ---- | --- | -------------------------------------------------- | --------------- | ------------------------------ | -------------------------------------- |
| 19.  | 1.  | A gyanú árnyéka (Sea of Love)                      | David Wu        | Glenn Davis és William Laurin  | 2004. július 10. 2006. március 12.     |
| 20.  | 2.  | Pénzért bármit (One Night Stand)                   | Mike Rohl       | Lisa Klink                     | 2004. július 17. 2006. március 19.     |
| 21.  | 3.  | Az ítélet napja (Judgment Day)                     | David Wu        | Diane Ademu-John               | 2004. július 24. 2006. március 26.     |
| 22.  | 4.  | Nyom nélkül (Resurrection)                         | Mike Rohl       | Morgan Gendel                  | 2004. július 31. 2006. április 2.      |
| 23.  | 5.  | Végállomás (Last Stop)                             | David Wu        | Lee Goldberg és William Rabkin | 2004. augusztus 7. 2006. április 9.    |
| 24.  | 6.  | A bosszú órája (In the Midnight Hour)              | David Wu        | Lisa Klink                     | 2004. augusztus 14. 2006. április 16.  |
| 25.  | 7.  | Váltságdíj (Domestic Bliss)                        | Michael Robison | Lee Goldberg és William Rabkin | 2004. augusztus 21. 2006. április 23.  |
| 26.  | 8.  | Zsarulesen (Cop Out)                               | Farhad Mann     | Morgan Gendel                  | 2004. szeptember 18. 2006. április 30. |
| 27.  | 9.  | Rabszolgasors (Puzzle Box)                         | Steven Goldmann | Lee Goldberg és William Rabkin | 2004. szeptember 25. 2006. május 7.    |
| 28.  | 10. | Gyermekrablás (Pop Star Story)                     | Mike Rohl       | Diane Ademu-John               | 2004. október 2. 2006. május 14.       |
| 29.  | 11. | Neve senki (Mr. Nobody)                            | Bill Duke       | Lisa Klink                     | 2004. október 9. 2006. május 21.       |
| 30.  | 12. | Mentsd meg a tanút 1. rész (Truth or Dare: Part 1) | Steven Goldmann | Glenn Davis és William Laurin  | 2004. október 16. 2006. május 28.      |
| 31.  | 13. | Mentsd meg a tanút 2. rész (Truth or Dare: Part 2) | Mike Rohl       | Glenn Davis és William Laurin  | 2004. október 23. 2006. június 4.      |
| 32.  | 14. | Fájdalmas bosszú (Deep Cover)                      | Neill Fearnley  | Lisa Klink                     | 2004. október 30. 2006. június 18.     |
| 33.  | 15. | Felejtés (John Doe)                                | Mike Rohl       | Lee Goldberg és William Rabkin | 2005. január 9. 2006. július 2.        |
| 34.  | 16. | Ördögi terv (Phoenix Rising)                       | David Wu        | Diane Ademu-John               | 2005. január 16. 2006. július 9.       |
| 35.  | 17. | Agymosás (Paper Anniversary)                       | Mike Rohl       | Diane Ademu-John               | 2005. január 23. 2006. július 16.      |
| 36.  | 18. | Gyilkos vírus (We Are Coming Home)                 | David Wu        | Glenn Davis és William Lauren  | 2005. január 30. 2006. július 23.      |

### 3. évad (2005–2006)
| Sor. | Év. | Cím                                                            | Rendező         | Író                           | Premier                                 |
| ---- | --- | -------------------------------------------------------------- | --------------- | ----------------------------- | --------------------------------------- |
| 37.  | 1.  | Egy újszülött nyomában 1. rész (Anything for the Baby: Part 1) | John Fawcett    | Glenn Davis és William Laurin | 2005. június 12.                        |
| 38.  | 2.  | Egy újszülött nyomában 2. rész (Anything for the Baby: Part 2) | John Fawcett    | Glenn Davis és William Laurin | 2005. június 19.                        |
| 39.  | 3.  | Természetellenes csapás (Unnatural Disaster)                   | Steven Goldmann | Lisa Klink                    | 2005. június 26. 2007. szeptember 2.    |
| 40.  | 4.  | Bántalmazás (Off the Grid)                                     | Neill Fearnley  | Natalie Chaidez               | 2005. július 10. 2007. szeptember 9.    |
| 41.  | 5.  | Romok között (And the Walls Come Tumbling Down)                | Ken Girotti     | Kevin Arkadie                 | 2005. július 17. 2007. szeptember 16.   |
| 42.  | 6.  | Bújócska (Looking for Mr. Wright)                              | Mike Rohl       | Lawrence Hertzog              | 2005. július 24. 2007. szeptember 23.   |
| 43.  | 7.  | Gyilkos társasjáték (Last Night)                               | Holly Dale      | Charles Holland               | 2005. augusztus 7. 2007. szeptember 30. |
| 44.  | 8.  | Veszedelmes szökevény (Fugitive)                               | Mike Rohl       | Lisa Klink                    | 2005. augusztus 14. 2007. október 7.    |
| 45.  | 9.  | Az agyfürkész (Analysis)                                       | Mike Rohl       | Glenn Davis és William Laurin | 2005. augusztus 21. 2007. október 14.   |
| 46.  | 10. | Az új főnök (Try Again)                                        | Steven Goldmann | Charles Holland               | 2005. szeptember 11.                    |
| 47.  | 11. | A rejtélyes páciens (Patient X)                                | Mike Rohl       | Lawrence Hertzog              | 2005. szeptember 18. 2007. október 28.  |
| 48.  | 12. | A fogadott testvér (Sisterhood)                                | Neill Fearnley  | Natalie Chaidez               | 2005. szeptember 25. 2007. november 4.  |
| 49.  | 13. | Kinek a gyermeke? (Death in the Family)                        | Mike Rohl       | Lisa Klink                    | 2005. október 2. 2007. november 11.     |
| 50.  | 14. | A tékozló fiú (Have You Seen This Man?)                        | Holly Dale      | Kevin Arkadie                 | 2005. december 11. 2007. november 18.   |
| 51.  | 15. | Más bőrében (Spring Break)                                     | Bert Kish       | David Donohue                 | 2006. január 8. 2007. november 25.      |
| 52.  | 16. | Műhiba (Cut)                                                   | Mike Rohl       | Charles Holland               | 2006. január 15. 2007. december 2.      |
| 53.  | 17. | Kettős játszma (Double Take)                                   | Holly Dale      | Lisa Klink                    | 2006. január 22. 2007. december 9.      |
| 54.  | 18. | Leleplezés (Exposure)                                          | Neill Fearnley  | Lawrence Hertzog              | 2006. január 29. 2007. december 16.     |
| 55.  | 19. | Szemet szemért (So Shall Ye Reap)                              | Holly Dale      | Glenn Davis és William Laurin | 2006. február 5. 2007. december 23.     |

## Fordítás
- Ez a szócikk részben vagy egészben  a   Missing (Canadian TV series) című angol Wikipédia-szócikk fordításán alapul.  Az eredeti cikk szerkesztőit annak laptörténete sorolja fel. Ez a jelzés csupán a megfogalmazás eredetét és a szerzői jogokat jelzi, nem szolgál a cikkben szereplő információk forrásmegjelöléseként.